# Ars Technica
Ars Technica（[ˌɑːrz ˈtɛknɪkə]、アーズ・テクニカ、サイトではラテン語で「テクノロジーのアート」の意味だとしている。）は、科学技術や政治、社会全般に関するニュース及び意見などを紹介するサイトである。1998年にKen FisherとJon Stokesによって創設された。主にハードウェア、ソフトウェア、サイエンス、テクノロジーポリシー、ゲーム関連の記事を、ニュース、レビュー、解説などの方式で公開する。記事投稿者の多くは修士号以上を取得している研究所出身者である。この手のジャーナルとしては文体が柔らかめとなっている。
Ars Technicaは、2008年5月にコンデナスト・パブリケーションズのオンライン版であるコンデナスト・デジタルが買収するまで、プライベート運営であった。コンデナストは、Ars Technicaと他2つのウェブサイト、計3つのサイトを2500万ドルで買収し、Wired Digitalグループに加えた。このグループにはWiredも入っている。元々Redditもその一部であった。運営スタッフは在宅かボストン、シカゴ、ロンドン、ニューヨーク、サンフランシスコのオフィスで主に働いている。
Ars Technicaは当初、インターネット広告による収益によって運営されていたが、2001年から有料のサブスクリプション型サービスを開始している。

## 歴史
Ken FisherとJon Stokesは1998年に、Ars TechnicaというウェブサイトとLLCを立ち上げた。その目的は、ハードウェアやソフトウェア関連のニュース記事や解説を公開することであった。彼らの言葉では、「多岐にわたるOSや、PCハードウェア、関連技術などを可能な限り包括しつつ、楽しく生産的で、情報量と正確性を担保するもの。」としていた。「Ars technica」はラテン語で「テクノロジーのアート」の意味である。コンピュータ愛好家の興味をそそるニュース、レビュー、解説などのコンテンツを公開していた。この頃の寄稿者達は、アメリカ合衆国の各地に分散していた。Fisher livedはマサチューセッツ州のボストンにある両親の家に、Stokesはイリノイ州のシカゴに、他の寄稿者も各々の地に住んでいた。
2008年5月19日、Ars Technicaはコンデナスト・パブリケーションズのオンライン版であるコンデナスト・デジタルに売却された。これはコンデナスト・デジタルによる3つの独立型ウェブサイトの買収の一部であり、買収価格は合計2500万ドルとなった。買収されたのはArs Technica、Webmonkey、HotWiredである。Ars TechnicaはWired Digitalグループの一部となった。WiredとRedditもその一部であった。 ニューヨーク・タイムズの取材においてFisherは、「他にもArs Technicaの買収の提案をしてきた企業はあったが、寄稿者達はコンデナストと交渉することに決めた。「趣味」を仕事にする意味において最もチャンスを与えてくれる企業であると考えたからである。」と述べた。 FisherとStokes、他8人の当時の寄稿者はコンデナストに雇われることになり、Fisherは編集長となった。2008年11月にコンデナストが行ったレイオフ（一時解雇）は、Ars Technicaを含めた会社が保有するウェブサイトに「軒並み」影響を与えた。
2015年5月5日に、Ars Technicaはイギリス版サイトを立ち上げ、イギリスとヨーロッパに関する記事の拡充を図った。イギリス版サイトは閲覧者50万人から始まり、開設一年後には140万人に達した。2017年9月、コンデナストはイギリス版Ars Technicaの規模を大幅に縮小することを発表し、 常任編集員のうち一人を除く全員を解雇した。

## 内容
Ars Technicaが公開する記事の内容は1998年の創立以来、基本的に変わっておらず、ニュース、解説、レビュー、特集の4つのタイプに区別される。ニュース記事が扱うのは現在進行形のイベントである。OpenForumという無料のインターネットコミュニティも運営しており、様々なトピックをカバーしている。
設立当初、Ars Technicaのニュース記事の殆どは、他のテクノロジー系ウェブサイトに依存する形で公開されていた。ニュースについて短い文章とオリジナル記事へのリンクを提供するという形である。コンデナストに買収された以後、オリジナル記事を増やし、調査や取材を独自で行うようになった。2018年現在、公開されるニュース記事の多くがオリジナル記事となっている。短い文章や短文で終わっている過去の依存型ニュース記事も公開を続けている。
Ars Technicaの特集記事は、特定分野について深く掘り下げた長文記事となっている。例えば、1998年には「CPUのキャッシュとパフォーマンスについての理解」というタイトルでCPUのアーキテクチャに関する解説特集を公開している。2009年投稿の特集記事では、科学理論、物理学、数学的証明、量子コンピュータの応用などを詳細に扱っている。1万8千単語にわたるAppleのiPadのレビューでは、製品のパッケージングから使用されている特殊な集積回路に至るまでの全てを記述している。
Ars Technicaの文体は、一般的な紙媒体のジャーナルよりも柔らかい文体となっている。常連の寄稿者のほとんどは、修士号以上を取得しており、大学や企業などの研究所で多くの業績を上げた人である。サイトの創立者Jon Stokesは、コンピュータ・アーキテクチャの教科書本Inside The Machineを2007年に出版している。John Timmerは博士研究員として神経発生学の研究をしていた。2013年まで、Timothy Leeは公共のシンクタンク、ケイトー研究所で研究員であり、ケイトー研究所はArs Technicaの彼による記事を再公開している。生物学系ジャーナルDisease Models & Mechanismsは2008年に、Ars Technicaを「研究者と公共を繋ぐパイプ」と表現した。
2012年9月12日、iPhone 5のイベントに関してArs Technicaは一日のトラフィックの最高値を更新した。記録は1530万ページビューであり、その内、1320万はイベントのライブブログによるものだった。

## スタッフ
John TimmerはArsの科学編集者である。彼はストーニーブルック校とワイルコーネル医科大学で、科学的記述法や科学ジャーナリズムを教えている。
彼はコロンビア大学で学士号を、カリフォルニア大学バークレー校で博士号を取得し、メモリアル・スローン・ケタリング癌センターでポスドクとして働いた。ポスドクとしての活動の間、彼は科学演習に対しての興味を失い始め、Arsも含めた科学系記事のフリーランスの寄稿者として道を歩み始めた。2008年にコンデナストがArsを買収してから、彼はフルタイムの科学編集者になった。

## 歳入
Ars Technicaの運営に掛かるコストは主にインターネット広告によって支えられている。元々はFederated Media Publishingが、2018年現在ではコンデナストが広告スペースを管理している。インターネット広告に加えて、Ars Technicaはサブスクリプション型サービスを2001年から開始しており、後にサービス名はArs Primerとなった。契約者には広告が表示されない。また、オリジナル記事を閲覧する権利、特定のフォーラムでの投稿、コンピュータ産業で著名な人たちとのチャットルームへの参加などの特権を得られる。より狭い範囲では、スポンサー料からも収益を得ている。コラボレーションの未来についての記事シリーズではIBMがスポンサーになった。データセンターの探検シリーズではデータ管理の企業ネットアップがスポンサーである。過去には、ネット通販の商品の宣伝などによるアフィリエイト、Ars Technicaブランドの商品の販売、などのレベニューシェアを得ていた。

### 広告ブロック
2010年5月5日、Ars Technicaは試験的にAdblock Plus（ウェブブラウザに表示される広告を取り除くプログラムの一つ）の使用者の閲覧をブロックした。Fisherは当時、閲覧者の四割がAdblock Plusを使用していると推定していた。翌日、ブロックは解除され、「なぜアドブロックはあなたのお気に入りのサイトを壊滅させるのか」という名の記事がArs Technicaで公開された。記事において、興味関心があるサイトではその類のプログラムを適用しないことを閲覧者に説いた。
閲覧ブロックと当該記事は物議を醸し、他のウェブサイトでも関連記事が公開され、広告倫理について広く議論を呼んだ。Ars Technicaの利用者は主としてFisherの考えに従った。記事投稿の後日、2万5千の利用者がブラウザのプログラムで、Ars Technicaにおいては広告の表示を許可するように設定した。さらに200人がArs Premierへの登録を行った。
2016年2月にFisherは以下のように述べた。「あの記事はアドブロック使用者の比率を12パーセント下げてくれた。広告ブロックの使用者のほとんどは、他のサイトが嫌がらせのような広告を表示するから使用している、ということを我々は気づいた。」アドブロックの使用者の増加に対抗して、Ars Technicaは広告をブロックしている閲覧者を特定し、サイトをサポートをするよう促すことをしている。